# Hans Fliege
Hans Fliege (* 7. Oktober 1890 in Zwickau; † 29. Januar 1976 in Marburg) war ein deutscher Zahnarzt, Professor an der Universität Marburg und NS-Funktionär.

## Leben und Wirken
Fliege studierte ab 1912 Zahnmedizin an den Universitäten Leipzig und Kiel. Seit 1912 war er auch Mitglied der Burschenschaft Teutonia zu Kiel. Nach Ausbruch des Ersten Weltkrieges unterbrach er das Studium und leistete bis 1917 Kriegsdienst in einem Reservelazarett. Danach nahm er sein Studium wieder auf, das er 1919 an der Universität Tübingen abschloss. Fliege promovierte 1920 zum Dr. med. dent. in Tübingen. Von 1921 bis 1934 war Fliege zunächst Assistent, dann Oberassistent am Zahnärztlichen Institut der Philipps-Universität Marburg.
Von 1919 bis 1933 gehörte Fliege dem Alldeutschen Verband an. Fliege trat zum 1. November 1929 der NSDAP (Mitgliedsnummer 169.105) und 1930 der SA bei, bei der er den Rang eines Standartenarztes innehatte.
Im Mai 1931 folgte Flieges Habilitation mit der Schrift „Die Zusammensetzung und Sterilisation der Lösungen für die zahnärztliche Lokalanästhesie“.  Im selben Jahr wurde er Privatdozent für Zahnheilkunde an der Universität Marburg. 1933 wurde Fliege Stadtverordneter der NSDAP in Marburg. Im November 1933 unterzeichnete er das Bekenntnis der Professoren an den deutschen Universitäten und Hochschulen zu Adolf Hitler, ohne selbst Professor zu sein. Protegiert durch Gauleiter Karl Weinrich und andere NSDAP-Stellen wurde der Nationalsozialist Fliege trotz unzureichender wissenschaftlicher Qualifikation und gegen den Willen der Universität Marburg Anfang Mai 1934 zum ordentlichen Professor und Direktor des Instituts für Zahnheilkunde an der Universität Marburg ernannt. Seit Juni 1934 betätigte sich Fliege außerdem als Vertrauensmann der NSDAP an der Medizinischen Fakultät Marburg und schrieb in dieser Funktion politische Einschätzungen über Kollegen, in denen er nationalsozialistisch eingestellte Kollegen protegierte und liberale als solche denunzierte.
Fliege wechselte 1939 von der SA zur SS (SS-Nummer 313.986) und betätigte sich als Personalreferent im Stab des SS-Oberabschnitts Fulda-Werra. Innerhalb der SS erreichte Fliege, der Vorlesungen in SS-Uniform abhielt, Anfang September 1944 den Rang eines SS-Obersturmbannführers. Des Weiteren gehörte er dem Nationalsozialistischen Deutschen Ärztebund (NSDÄB) und der Nationalsozialistischen Volkswohlfahrt (NSV) an.
Nach dem Ende des Zweiten Weltkrieges wurde Fliege 1945 durch die amerikanische Militäradministration aus dem Professorenamt entfernt und festgenommen. Bis 1948 befand er sich in amerikanischer Internierung. Noch im selben Jahr wurde er als Mitläufer entnazifiziert, das Verfahren wurde 1951 eingestellt. Fliege konnte aufgrund seiner mangelnden fachlichen Qualifikation und seiner NS-Belastung nicht auf seinen Lehrstuhl zurückkehren. Seit 1949 war er wieder als Zahnarzt in Marburg tätig. Im Dezember 1958 wurde Fliege nach juristischen Auseinandersetzungen an der Universität Marburg emeritiert.